# 푸자 베디
푸자 베디(힌디어: अलाया फर्नीचरवाला, 영어: Pooja Bedi, 1970년 5월 11일 ~ )는 인도의 배우, 사회자, 모델이다.